# Художественный музей Уолтерса
Художественный музей Уолтерса (англ. Walters Art Museum) — публичный художественный музей в пригороде Балтимора под названием Маунт-Вернон. Основан в 1934 году.

## История
Коллекции музея были собраны преимущественно членами семьи Уолтерс. Уильям Уолтерс (1820—1894) начал серьёзно заниматься коллекционированием после того, как переселился в Париж после начала Гражданской войны. Его сын Генри (1848—1931) построил для коллекции палаццо на Чарльз-стрит, построенное в 1909 году. После своей смерти Генри завещал 22,000 произведений искусства и здание, в котором они находились, городу. Коллекция включает шедевры искусства Древнего Египта, греческие скульптуры, саркофаги, средневековые изделия из слоновой кости, иллюминированные рукописи, бронзовые изделия Ренессанса, живопись старых мастеров и XIX века, китайскую керамику и бронзу, ювелирные изделия ар-деко.
В 2000 году Художественная галерея Уолтерс сменила своё название на нынешнее, чтобы лучше отражать свою суть как крупного публичного учреждения. На следующий год вновь, после трёхлетней реконструкции, открылось основное здание музея. Именно в этом музее хранится и изучается палимпсест Архимеда.
Начиная с 1 октября 2006 года Балтиморский музей искусств и музей Уолтерс в результате предоставленного городом и округом гранта, перешли на круглогодичный бесплатный режим работы.
В 2012 году музей опубликовал около 20 тысяч принадлежащих ему фотографий произведений искусства под лицензией Creative Commons. Сотрудники музея приняли участие в загрузке этих изображений на Викисклад. Такое опубликование коллекции под открытой лицензией является одним из самых больших и полных, сделанных каким-либо музеем.

## Постоянные коллекции

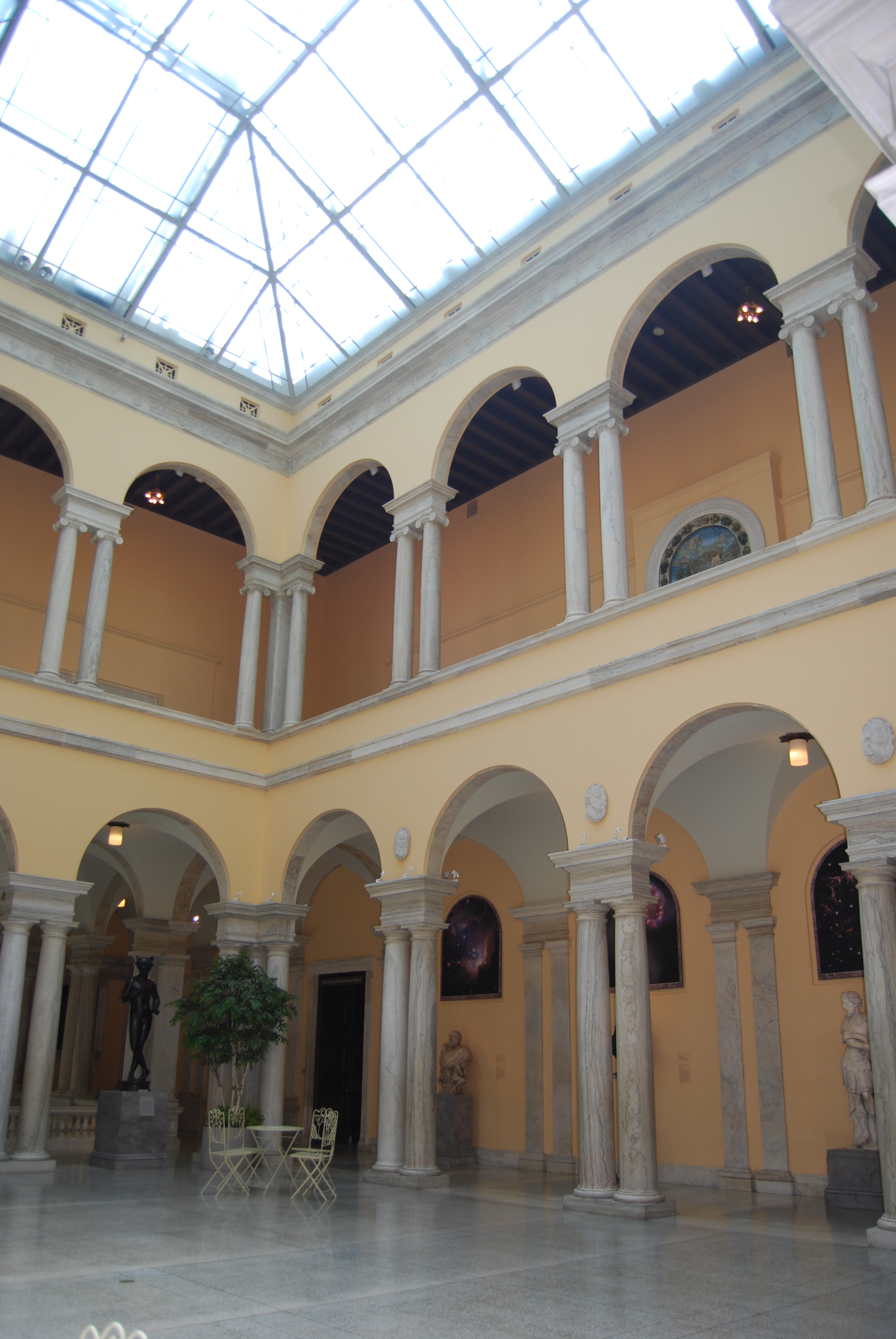
Интерьер музея

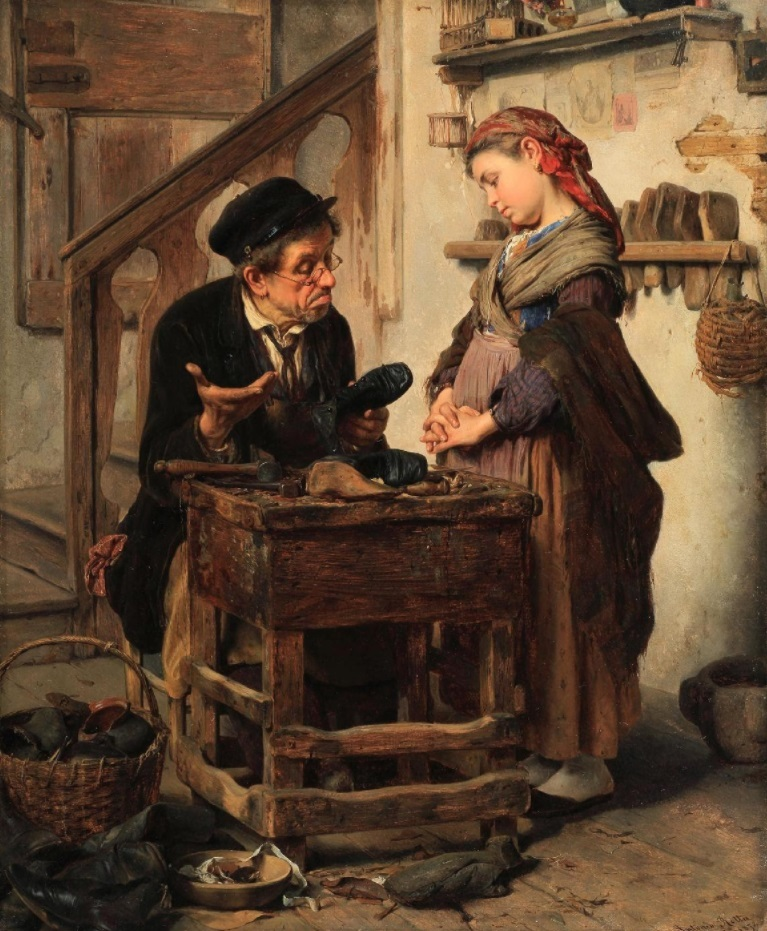
Антонио Ротта (Antonio Rotta, 1871) «Безнадежный случай»

### Древнее искусство
Уолтеровская коллекция древнего искусства включает произведения из Египта, Нубии, Греции, Рима, Этрурии, и Ближнего Востока. К жемчужинам собрания относятся две монументальные 3,000-фунтовые статуи египетской львиноголовой богини Сехмет, «Уолтеровская мумия», алебастровый рельеф из дворца Ашшур-нацир-апала II, греческие золотые украшения из Ольвии, статуя сатира работы Праксителя, большое собрание римских скульптурных портретов, римская бронзовая банкетная кушетка и мраморные саркофаги из могил знатных семей Лициниев и Кальпурниев.

### Древнеамериканское искусство
В 1911 году Генри Уолтерс купил почти 100 золотых артефактов из провинции Чирики в западной Панаме, которые составили ядро американской коллекции. В виде подарков и займов музей получил произведения из центральной и Южной Америки, включая произведения из мезоамериканских ольмексой, ацтекской и майяской культур, а также южноамериканских культур моче и инков.

### Азиатское искусство
Из коллекции азиатского искусства собранной Уолтерсами, в первую очередь следует обратить внимание на японские доспехи и оружие, китайский и японский фарфор, лакированные и металлические изделия. Среди выдающихся произведений искусства также находится камбоджийская бронзовая восьмирукая статуя Авалокитешвары конца XII — начала XIII века, керамический верблюд периода Тан и причудливо окрашенный минский сосуд для вина. В музее хранится старейшее сохранившееся китайское изображение Будды на лакированном дереве (конец VI века), которое выставляется в специальной галерее.
В музее хранится крупнейшая и лучшая коллекция тайской бронзы, свитков и флагов в мире.

### Исламское искусство
В музее Уолтерса представлены все виды исламского искусства. К наиболее ярким образцам относятся кованый резной шар, сделанный из серебра в Иране в VII веке; подсвечник из меди, серебра и золота, сделанный в XIII веке в Египте; резные двери мавзолея XVI века; шёлковый пояс XVII века из могольской Индии; турецкие изразцы XVII века с изображением мечети Масджид аль-Харам. Также в музее хранится значительное количество арабских рукописей, в числе которых Коран XV века из северной Индии, копия XVI века «Хамсы» Амира Хосрова Дехлеви, иллюстированная лучшими мастерами императора Акбара, а также турецкий каллиграфический альбом шейха Абдуллы аль-Хамаси, одного из величайших каллиграфов всех времён.

### Средневековое искусство
Генри Уолтерс собрал большую коллекцию предметов средневекового искусства, которая стала основой соответствующего собрания музея, одного из лучших в США. Она особенно известна из-за своих изделий из слоновой кости, эмалей, реликвариев, иллюминированных рукописей, ранневизантийских изделий из серебра, и крупнейшего за пределами Эфиопии собрания произведений эфиопского христианского искусства.
В этом собрании есть такие уникальные объекты, как агатовая ваза, созданная в Византии около 400 года и принадлежавшая Рубенсу, старейшая сохранившаяся икона Елеуса, произведения из слоновой кости, созданные в Египте в VI или VII веке. Редкие скульптурные портреты из аббатства Сен-Дени свидетельствуют о возникновении готического искусства во Франции.
Многие из этих произведений включаются в выставочные программы, проводимые в других музеях, а также интенсивно исследуются.

### Ренессансное и барочное искусство

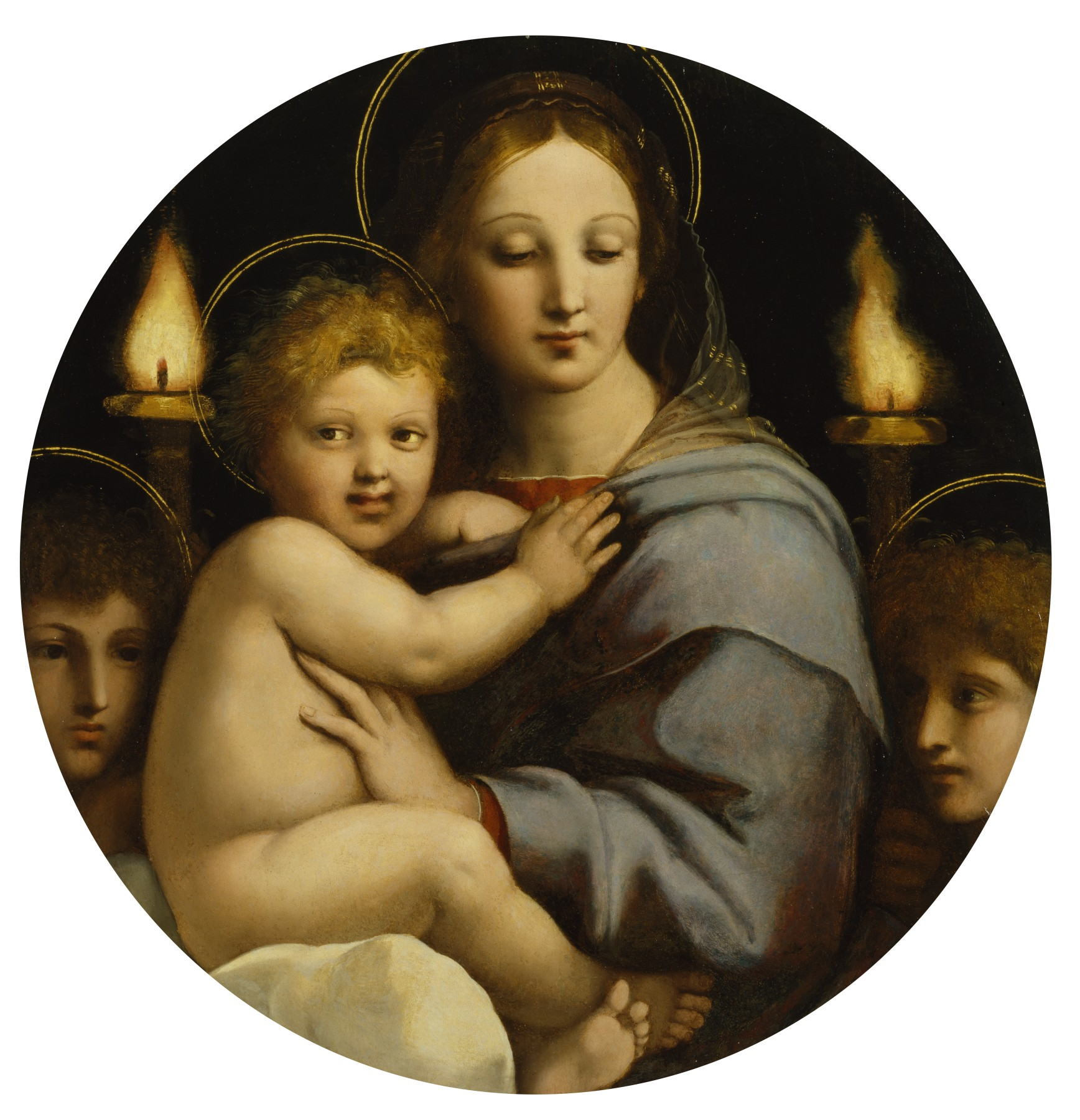
Рафаэль, «Мадонна с канделябрами», ок. 1511 года

Коллекция европейского ренессансного и барочного искусства включает живописные полотна, скульптуры, мебель, керамику, изделия из металла, оружие и броню. Особого внимания заслуживают полотна Хуго ван дер Гуса «Даритель со святым Иоанном Крестителем», Мартена ван Хемскерка «Панорама с похищением Елены среди чудес древнего мира», «Мадонна и младенец и ангелами» Джорджо Скьявоне, «Мадонна с канделябром» из студии Рафаэля, «Портрет графини Ливии да Порто Тьене и её дочери Порции» Веронезе, «Святой Франциск, получающий стигматы» Эль Греко, «Сципион Африканский, освобождающий Массиву» Тьеполо, а также «Идеальный город» неизвестного автора.

### Искусство XVIII и XIX веков
Уолтерсы собирали как французскую академическую живопись XIX века, так и импрессионистов. К главным произведениям коллекции относят картины «Весна» Клода Моне, панорамный вид долины Сены Альфреда Сислея и «Концерт в кафе» Эдуарда Мане. Генри Уолтерс также интересовался придворным французским искусством XVIII века. Коллекция севрского фарфора включает предметы, хранившиеся в Версале. Портретные миниатюры и изделия из золота, в особенности табакерки и часы, выставлены в Сокровищнице вместе с другими выдающимися произведениями XIX и начала XX веков. Среди них экземпляры ювелирных украшений в стиле модерн Рене Лалика, изделия дома Фаберже, включая два пасхальных яйца, а также прекрасные изделия Tiffany & Co.
Итальянская живопись первой половины XIX века представлена творчеством Антонио Ротта (итал. Antonio Rotta) «Безнадежный случай». Французская живопись первой половины XIX века представлена произведениями Жана Энгра, Теодора Жерико и Эжена Делакруа. За время своего пребывания в Париже, Уильям Уолтерс стал ценителем современной ему европейской живописи. Либо непосредственно у художников, либо на аукционах, он приобретал полотна Барбизонской школы, включая Милле и Руссо.

## Здания
Исходное здание галереи Генри Уолтерса было спроектировано Уильямом Делано и построено между 1904 и 1909 годами. Его внешний вид напоминал ренессансный Hôtel Pourtalès (Париж), а интерьеры были вдохновлены колледжем иезуитов XVII века (Генуя). В этом здании, похожем на итальянское палаццо, выставлены предметы эпохи Ренессанса и барокко, манускрипты и редкие книги.
Построенное в популярном в 1960-х годах стиле брутализма бостонской фирмой «Shepley, Bullfinch, Richardson, and Abbott» открылось в 1974 году. Оно было существенно перестроено в 1998—2001 годах, чтобы вместить четырёхэтажный стеклянный атриум, висячую лестницу, кафе, расширенные музейные запасники и библиотеку. В этом здании хранятся коллекции древнего, византийского, средневекового, эфиопского и европейского искусства XIX века. Также там находится реставрационная мастерская, одна из старейших в стране.
Музей также включает т. н. «Hackerman House», построенный в стиле греческого возрождения по проекту Джона Нирнзее между 1848 и 1850 годами для доктора Джона Хансона Томаса. Среди почётных гостей Томаса был будущий король Эдуард VII и венгерский революционер Лайош Кошут. С 1991 года здесь помещается коллекция азиатского искусства.